# Great Yarmouth (stacja kolejowa)
Great Yarmouth (ang: Great Yarmouth railway station) – stacja kolejowa w Great Yarmouth, w hrabstwie Norfolk, w Anglii, w Wielkiej Brytanii. Stacja końcowa Wherry Lines, 29 km od Norwich. Istnieją dwie drogi prowadzące do Norwich, jedna przez Acle i druga przez Reedham.
Stacja obsługiwana jest przez National Express East Anglia, który obsługuje cogodzinne połączenia z Norwich w każdym dniu tygodnia, a w godzinach szczytu co pół godziny. Kursują również bezpośrednie pociągi do London Liverpool Street w sezonie letnim.
Stacja dysponuje kasami biletowymi, kioskiem, kawiarnią, telefonami publicznymi, poczekalnią oraz toaletami. Obok dworca znajduje się postój dla rowerów, taksówek oraz przystanek autobusowy.
Na przełomie 2008/09 z usług stacji skorzystało 0,482 mln pasażerów.